# Osiedle Rynkowa (Siedlce)

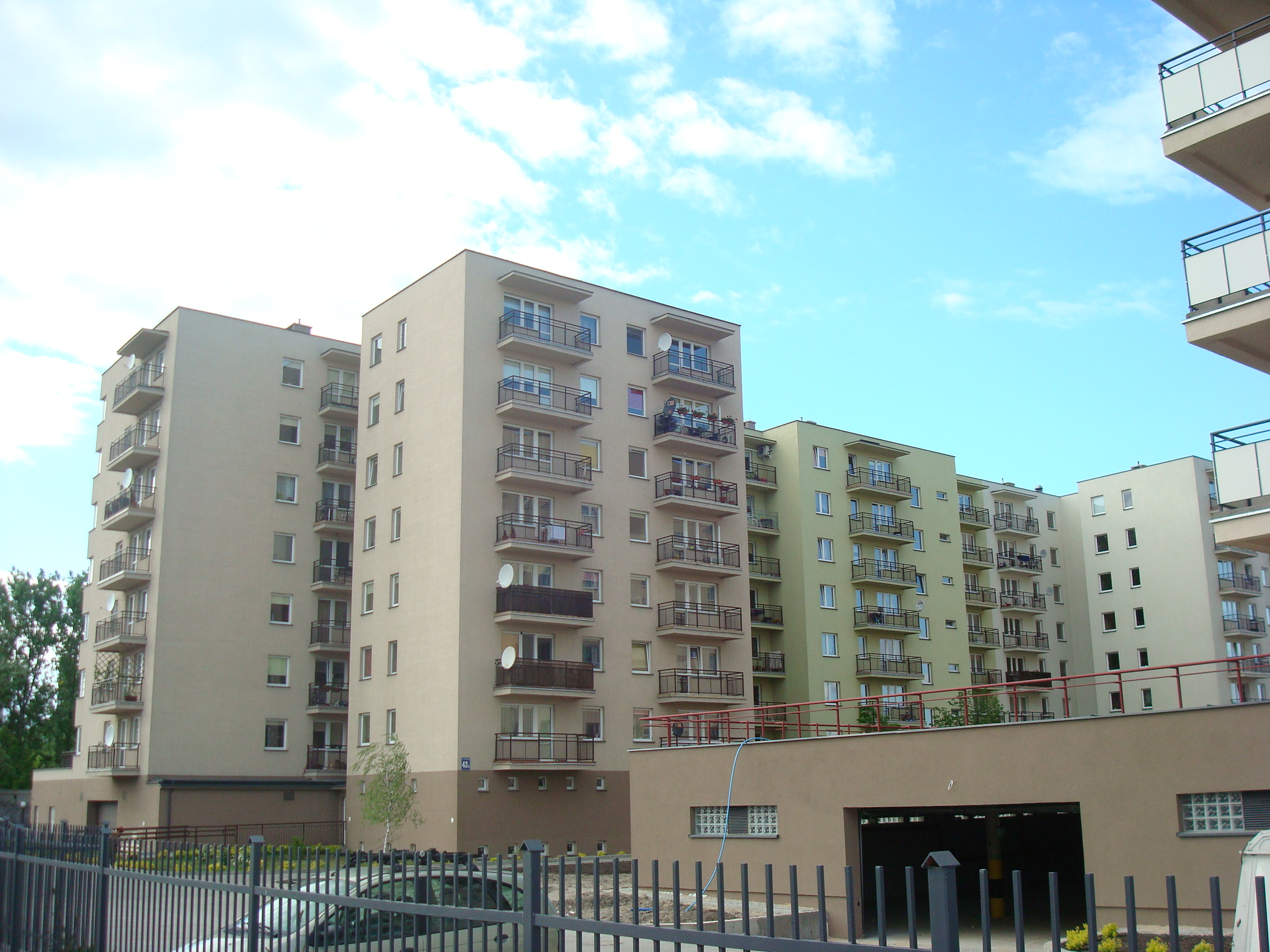
osiedle Rynkowa

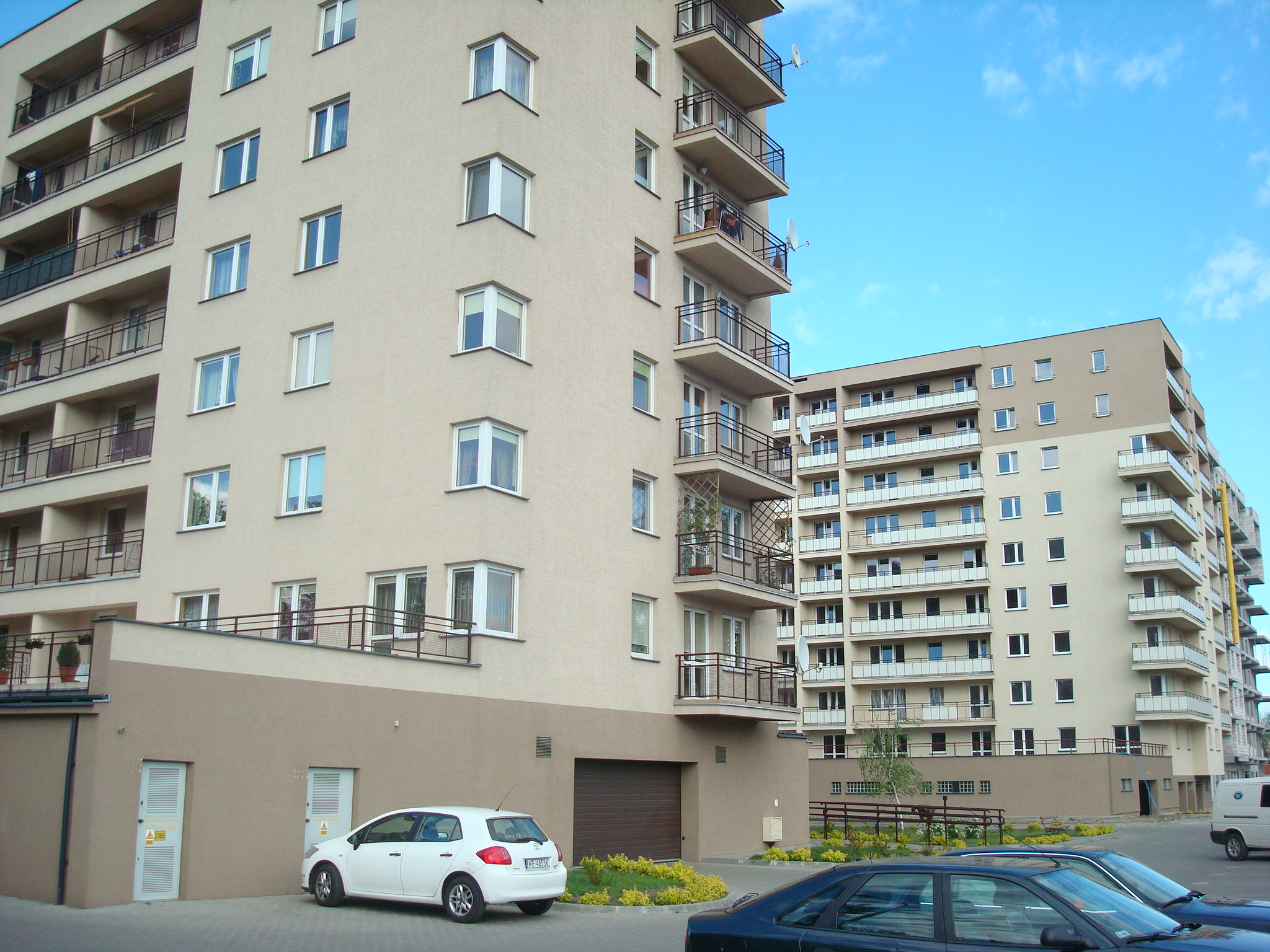
osiedle Rynkowa

Os.  Rynkowa – osiedle w Siedlcach, leży w północnej części miasta. Budowę osiedla rozpoczęto w 2007 roku, ostatnie bloki na tym osiedlu maja zostały ukończone w 2010 roku.
Osiedle zajmuje obszar ok. 3 ha i zabudowane jest blokami (9 piętrowymi z garażami podziemnymi).

## Położenie
Osiedle znajduje się pomiędzy ulicami:
- W.Jagiełły (od północy),
- Rynkową (od południa),
- Jana III Sobieskiego (od wschodu),
- 11 Listopada (od zachodu).

Osiedle graniczy z:
- Os. Tysiąclecia (od zachodu i południa),
- supermarketem  i dzielnicą Nowe Siedlce (od północy),
- z targowiskiem i Komendą Miejską Państwowej Straży Pożarnej (od wschodu).